# Giants Basket Marghera 2015-2016
Questa voce raccoglie le informazioni riguardanti il Giants Basket Marghera nelle competizioni ufficiali della stagione 2015-2016.

## Stagione
Nella stagione 2015-2016 il Rittmeyer Giants Marghera, promossa dalla Serie B, ha disputato per la decima volta la Serie A2.

## Verdetti stagionali
- Serie A2: (28 partite)

stagione regolare: 5º posto nel Girone A su 14 squadre (13 vinte, 13 perse);
play-off: quarti di finale persi contro Sanga Milano (0-2).

## Roster
|    | Naz.              | Ruolo | Sportivo              | Anno |     |  |  |
| -- | ----------------- | ----- | --------------------- | ---- | --- |  |  |
| 4  | Italia (bandiera) | PG    | Laura Nicolini        | 1984 | 174 |  |  |
| 5  | Italia (bandiera) | A     | Clara Chicchisiola    | 1999 | 183 |  |  |
| 6  | Italia (bandiera) | PG    | Irene Mattiuzzo       | 1990 | 165 |  |  |
| 7  | Italia (bandiera) | P     | Erika Striulli        | 1990 | 170 |  |  |
| 8  | Italia (bandiera) | G     | Gaia Zussino          | 1992 | 172 |  |  |
| 9  | Italia (bandiera) | C     | Carla Fabris          | 1986 | 185 |  |  |
| 10 | Italia (bandiera) | PG    | Claudia Castria       | 1997 | 170 |  |  |
| 11 | Italia (bandiera) | A     | Eleonora Salmaso      | 1999 |     |  |  |
| 11 | Italia (bandiera) | G     | Francesca Scatolin    | 1997 | 170 |  |  |
| 12 | Italia (bandiera) | P     | Giulia Cecili         | 1999 | 165 |  |  |
| 13 | Italia (bandiera) | A     | Elisabetta Valentini  | 1997 | 178 |  |  |
| 16 | Italia (bandiera) | AC    | Irene Biancat Marchet | 1997 | 183 |  |  |
| 17 | Italia (bandiera) | A     | Giorgia Trevisanato   | 1998 | 172 |  |  |
| 18 | Italia (bandiera) | C     | Matilde Stangherlin   | 2000 | 185 |  |  |
| 20 | Italia (bandiera) | A     | Beatrice Baldi        | 2000 | 185 |  |  |
|    | Italia (bandiera) | G     | Sara Toffolo          | 2000 | 170 |  |  |
|    | Italia (bandiera) | G     | Veronica Fiorin       | 2000 | 170 |  |  |
|    | Italia (bandiera) | P     | Clara Bobbo           | 1998 | 170 |  |  |